# Људска права у Хрватској
Људска права у Хрватској дефинисана су Уставом Хрватске, поглавље три, одељци 14 до 69.
У земљи постоје бројне невладине организације које се баве овом проблематиком, као и канцеларија Владе Хрватске за људска права и неколико тела за равноправност, као што су омбудсман за људска права, омбудсман за равноправност сполова, обдусман за децу и омбудсман за инвалиде.

## Од независности

### ЛГБТ права
Хомосексуалнсот је легализована 1977. године. Узраст сексуалне сагласности је изједначена 1998. године. Хомосексуалцима није забрањено служење војног рока. Хрватска влада је 2003. године усвојила законе који забрањују дискриминацију на основу сексуалне оријентације при запошљавању и образовању, дистрибуцију хомофобичних материјала и клевету хомосексуализма и хомосексуалаца. Ограничен обим права додељен је истополним паровима након три године заједничког живота 2003. године, али регистроване заједнице нису биле дозвољене до 2014. године. Од тада Хрватска даје сва брачна права осим заједничког усвојења за регистрована и нерегистрована истополна партнерства.
У новембру 2010. године, у годишњем извештају Европске комисије о напретку хрватске кандидатуре наведено је да су бројни хомофобични инциденти у Хрватској забрињавајући јер инквизиције морају да уложе додатне напоре у борби против злочина из мржње.  Европски парламент, како стоји у својој резолуцији из 2010. године, „изражава своју забринутост због огорчености према ЛГБТ мањини у Хрватској, што је недавно доказано хомофобичним нападима на учеснике геј параде поноса у Загребу; позива хрватске власти да осуде и кривично гоне политичку мржњу и насиље против било које мањине; позива хрватску Владу да имплементира и спроводи Закон о забрани дискриминације”. 